# 1 E11 s
Cet article liste des exemples de temps de l'ordre de 1011 s, soit 100 milliards de secondes, afin de comparer différents ordres de grandeur.

## Exemples
| Durée (×1011) s | Unités usuelles  | Événement                                                             |
| --------------- | ---------------- | --------------------------------------------------------------------- |
| 1,000           | 100 gigasecondes | 3168,81 a                                                             |
| 1,197           | 3 760 a          | Temps depuis la naissance de l'écriture                               |
| 1,20            | 3 800 a          | Temps depuis la fin de l'Âge du bronze et le début de l'Âge du fer    |
| 1,42            | 4 500 a          | Temps depuis que le cheval fut domestiqué en Chine                    |
| 1,67            | 5 300 a          | Temps depuis lequel les Sumériens développèrent l'écriture cunéiforme |
| 1,70            | 5 400 a          | Temps depuis la fin du Néolithique et le début de l'Âge du bronze     |
| 1,80            | 5 715 a          | Demi-vie du carbone 14                                                |
| 2,33            | 7 370 a          | Demi-vie de l'américium 243                                           |
| 2,68            | 8 500 a          | Demi-vie du curium 245                                                |
| 3,16            | 10 000 a         | Temps depuis la fondation de la cité de Jéricho                       |
| 3,16            | 10 000 a         | Temps depuis la fin de l'ère du Pléistocène                           |
| 3,16            | 10 000 a         | Temps depuis le commencement de l'ère de l'Holocène                   |
| 3,80            | 12 000 a         | Temps depuis le début de l'âge du Néolithique                         |
| 3,80            | 12 000 a         | Temps depuis la fin de la dernière ère glaciaire                      |